# بایولو (مریلند)
بایولو (به انگلیسی: Bivalve) شهری در ایالت مریلند کشور ایالات متحده آمریکا است که جمعیت آن در سرشماری سال ۲۰۱۰ میلادی، ۲۰۱ نفر بوده‌است.